# インターネットオークション
インターネットオークションは、インターネットを利用して行われる競売（オークション）。ネットオークションと略称されることもある。
オンラインショッピングなどと並ぶ電子商取引の一種である。また、消費者間取引（C2C : Consumer To Consumer）の代表的な形態でもある。なお、インターネットに限らずコンピュータネットワークを通信媒体として利用したオークションをオンラインオークションと呼ぶ。

## 歴史
1990年代以降、インターネットを通信媒体として利用したネットオークションサイトが登場し、一般の人でも手軽に出品や入札ができるようになった。ネットオークションはインターネット環境の整った国で一般に利用されており、国際取引も増加している。特にアメリカ・イギリス・オーストラリアなどの英語圏や、中国・台湾・シンガポールなど中国語圏での国際取引が活発であり、国際宅配業者を利用したネットオークション取引が盛んに行われている。

## インターネットオークションのシステム
以下では、最も一般的な競り上げ方式のインターネットオークションのシステムを説明する（ただし、ここで記載するシステムは最も代表的な例であり、全てのオークションで採用されているわけではない）。出品者および入札者が行う操作は、通常、ウェブブラウザを通じて行われる。

### 出品
出品者が、商品の名称、状態、写真、オークションの開始額、終了日時、支払い方法などの出品に関する情報をオークションサイトのサーバにアップロードする。この出品情報に基づいてウェブページが生成され、オークションのウェブサイトに掲載されて、オークションが開始される。法律またはオークションの規定に違反し、またはその疑いがあると通報された場合、運営者によって出品が取り消されることがあるうえ、出品時に支払った手数料が一切返金されない（規約などでも「取り消された場合でも返金しない」旨が規定されている）。

### 入札
入札者は、オークションサイトが備える検索機能によって希望する商品を探し、購入希望額を指定して入札する。希望の商品を探す方法としては、特定のキーワードをあらかじめ登録しておき、そのキーワードにあった商品が出品されると電子メールで通知するサービスも用意されていることがある。
商品が掲載されたウェブページは随時更新されており、最新の状況を確認することができる。入札額は、第三者に公開される場合（オープン・ビッド）と秘密にされる場合（クローズド・ビッド）とがあるが、一般には公開されることが多い。
他の入札者によって、自分の入札額を上回る入札が行われた場合には、再度入札を行い入札額を競り上げることができる。最高入札額の更新を電子メールで通知する機能や、他者によって入札が行われた場合に、入札者があらかじめ指定しておいた限度額内で自動的に再入札を行う機能も一般的である。

### 落札
オークションの期間が終了すると、落札者、落札価格が確定されて、商品のウェブページで公表されるとともに、入札者及び落札者の双方に電子メールで通知される。取引相手に関する詳細な情報は、商品のウェブページで入札者・落札者のみに提供される。
その後の入金や商品の発送などの取引は、基本的に当事者間で行われる。このため、メールアドレスを明かすことなく互いに連絡が可能な機能が準備されていたり、金融機関や運送会社などと提携して、入金や商品発送を容易・安価に行うことができるサービスが提供されている場合がある。
また、落札者と出品者が互いに、相手のそれまでのオークション上の行為の信頼度の参考にできるよう、システム上で、出品者と落札者をそれぞれ相互に評価する制度を備えることが多いが、出品・落札した商品名が他の参加者にも公開される（場合によっては落札者した商品名にリンク先まで表示される）ため、落札した商品と内容によってはプライバシーを侵害しかねない問題もある（相互に評価しなければ出品・落札した商品名は公開されないため、出品者・落札者によっては「評価は不要」の旨を要望することもある）。
これに対し、Yahoo!オークションは2016年10月19日より「ログイン中のID」と「落札者のID」が一致しない（または非ログインの）場合、過去に落札した商品名とリンク先が表示されないよう、仕様が変更された（「ログイン中のID」と「落札者のID」が一致する場合のみ商品名が表示される）。
なお、不動産や中古車のように、高額でかつ購入後に公共機関への諸手続き（登記、ナンバープレートの登録、自賠責の加入など）が必要な商品のネットオークションでの購入については、無料の会員では入札もできず、月額数百円程度の有料会員への登録が必要になる。
出品者の対応以外にも、できれば現地に出向いて実物をチェックするなど慎重に進める方が良いとされる。

## 欧米におけるネットオークション
アメリカではAmazon.comに代表される企業 - 個人間の電子商取引の充実に伴い、ネットオークションは当初の勢いを失っているという。消費者は、欲しいものであれば多少の値引きと引き替えにオークションに時間を取られることよりも、固定価格で手間をかけずに素早く購入できる買い物を望むようになっている。その結果、電子商取引において、ネットオークションよりも固定価格による「ショッピング」での販売が、売上が伸びている。

## 日本におけるネットオークション
日本ではYahoo!オークションが最大手のサイトとなっており、それに次いでディー・エヌ・エーの子会社のモバオクがサービスを展開し、利用者を集めている。ネットオークションサイト世界最大規模のeBayも2001年に日本へ進出したが、先行していたYahoo!オークションに太刀打ちできず、翌2002年3月に日本から撤退した。その後、eBayは2007年12月にYahoo!オークションと提携を行った。楽天グループの楽天オークションもサービスを展開していたが、Yahoo!オークションに太刀打ちできず、2016年10月にサービスを終了した。
Yahoo!オークションは利用者が多く、平均して年942万件にのぼる物品が出品されている。2002年には出品・落札手数料が導入され、2006年には出品手数料が3%から5%に引き上げられたが、それでもなお利用者は大幅には減っていない。
近年ではKDDIがauオークションを提供し、NTTドコモもオークション事業に進出するなど、携帯電話・スマートフォンによるオークションも活発化していた。ただ、携帯電話・スマートフォン用オークション最大手のガールズオークション（2013年5月、サービス終了）が「出品されているルイ・ヴィトンの9割以上に偽造品の可能性」と指摘されるなど、ヤフーといった先行企業に比べ運営者の管理が甘いといった問題への指摘があった。
なお、2013年以降、インターネットオークションと競合するサービスとして、フリマアプリが登場している。

## 通信販売とネットオークション
ネットオークションサイトは、電子ショッピングモールのような形での小売業者による通信販売用に利用されることもある。
これらでは独自に電子ショッピングモールの決済システムを持たないサイトでも、オークションサイトの提供するシステムなどにより決済しやすいという特徴があり、また自サイトへ宣伝活動などを通して客を誘導しなくても、客の側から商品を検索して探し当ててられる確率が高くなる（特にオークションサイトでは、そのシステム上で扱う出品物別に細かくカテゴリーが分けられていることが多い）ため、宣伝広告費を削減できるメリットがある。
一方で消費者側にとっても、店舗の客が残した評価の履歴があるため、客観的にその商店が信頼できるかどうかを判断する材料にはなる。サイトによっては先に挙げたサイト運営側の責任もあって、不誠実な出品者により落札者が損害を被った場合に、これを保証する制度を持つところもあるため、初めての業者を利用する際の、通販（特にオンライン通販）にありがちな不安を解消することもできる。
日本では、個人が自身の所有物を中古品として売買する場合は特に問題ないが、業として反復して中古品を購入する場合には、古物商として都道府県公安委員会に申請し、許可を受ける必要がある（古物営業法第3条）。その場合は取引の際に古物商登録（許可）番号を客に提示しなければならない。またインターネットオークションサイトを運営する法人や個人は、「古物競りあつせん業者」として都道府県公安委員会に届出を行う必要がある（古物営業法第10条の2）。

## ネットオークションの問題点

### オークション詐欺
出品者の本人確認が不十分なオークションサイトも多々あり、実際に販売する商品が手元に存在しない・提供する意思すらないにもかかわらず商品を提示して、先払いなどで振り込ませた代金を騙し取る詐欺行為が発生することがある。

### 違法出品
以下のような違法な商品が出品されるケースも見られる。
- 偽造品の類
  - コピーソフトや海賊版のビデオ・DVDなどで（企業の）著作権を侵害するもの
  - 偽ブランド品やコピー商品などで商標権を侵害するもの（「偽物であることを明示」し、かつ「本物より安い価格」で落札させた場合でも違法となる）

偽造品は、生産者の権利侵害にとどまらず、テロ組織や暴力団などの犯罪組織の資金源にもなる[7]。オークション運営企業に対して偽造品の削除を求める訴訟を起こされるケースがあるなど、「明らかな偽造品は削除するのが、運営企業の義務」といった厳しい視線が向けられている[7]。
  - 偽造金券類で有価証券偽造罪に該当するもの

本物の債券・有価証券、記名済み航空券も出品禁止物に該当する。
- 盗品またはその疑いがあるもの（盗品ではない、という事実を証明できないもの）で、盗品等関与罪に該当するもの
- 麻薬、覚せい剤、シンナー、トルエンなどの違法な薬物全般

市販されている医薬品の出品も禁止されているオークションもある。
- 拳銃、ライフル、散弾銃、弾薬、日本刀などの銃砲刀剣類およびそれらの部品=銃砲刀剣類所持等取締法（銃刀法）に違反するもの
- 無修正の裏ビデオや児童ポルノ、使用済下着などの猥褻物
- 毒物や劇物に指定された農薬類

2005年・2006年・2007年にはパラコートが出品された例がある。
2005年には、ヤフーオークションで詐欺被害にあった被害者573人が、ヤフーの管理責任を追及して、約1億円の損害賠償を求める民事訴訟を名古屋地方裁判所に起こした（事件番号：平成17（ワ）1243、ウェブサイト「裁判所判例Watch」にも収録済み）が、責任はないとしてヤフー側が勝訴した。2006年12月には、Yahoo!オークションストアに登録していた家電ドットコムが落札金額を受け取っておきながら商品を発送しないという事件が発覚。落札件数は1,713件、落札総額は約1億9440万円に達するとしている。そのうち、被害を受けたのは989件、被害総額は約8786万円としている。Yahoo!側は被害に対して補填すると説明した。
ちなみに盗品が出品されているのに気付いた被害者が、オークションサイトの管理側に訴え出たにもかかわらず、管理側の対応が遅く、結局として盗品の出品者に逃げられてしまうケースもしばしば発生している。当初はそういった違法行為への対策が全くなされていなかったが、Yahoo!オークションでは知的財産権保護プログラムを導入しているが、これらの対応も被害者が届け出て初めて判明するケースも多く、相当数の盗品・不正流通品などが出回っている可能性もある。

### 動物関連
中国のネットオークションサイトでは犬皮や猫皮の製品が出品され問題になったことがある。中国のネットオークション最大手である淘宝（タオバオ、Taobao）が2009年11月に導入した規則では、絶滅危ぐ動物の部位を用いた製品だけでなく、イヌやネコの肉、毛皮、皮製品の出品も禁止している。

### 転売行為
鉄道の乗車券や、イベント・施設等の入場券などのチケット類のダフ屋行為は各都道府県の迷惑防止条例や物価統制令で禁止されているが、それらのチケット類が堂々と出品されており、こういった転売目的の人物は「転売屋」などと呼ばれている。
他にも、金品やその他のトラブルの原因となりかねないという理由から、以下のように製造者やイベントの開催者および権利者の判断で、懸賞の賞品のチケット類の出品を一切認めなかったり、禁止するよう呼びかけているのもある。
- コミックマーケットおよび同人誌即売会のサークルチケット（出展サークル専用通行証）

→コミックマーケットが抱える問題#サークルチケット転売・偽造問題・ダミーサークルの項に詳しい。
- 企業との規約で売買を禁じている物（懸賞で得た非売品の景品、会員ポイント、オンラインゲーム、スマホアプリのアカウントなど）

また2020年3月には、コロナウイルス感染拡大の影響でマスクやアルコールスプレーといった衛生用品、コロナウイルスによるネット上でのデマ情報により、米、紙製品が日本国内で品不足になるという事態に発展し、転売行為が問題視された。

### 個人情報の漏洩
オークションに参加し、希望の商品を落札すると、出品者に対し発送先の住所・氏名といった個人情報を開示する必要性が発生するため、どうしても個人情報が漏洩する危険が発生する（出品者の側にしても、落札価格と送料を振り込ませるため、口座を開示する必要が発生する）。
取引がうまく進まなかった場合に、匿名掲示板に出品者や落札者の個人情報を報復的に書き込む者すらいる。ただ日本では特定電気通信役務提供者の損害賠償責任の制限及び発信者情報の開示に関する法律（プロバイダ責任制限法）もあるため、誹謗中傷などを働いた場合に、逆に報復を行った側が訴訟を起こされ苦境に立たされる可能性もある。
こういった問題は個人情報の保護に関する法律（個人情報保護法）の施行に伴い、個人情報漏洩とプライバシーに対する警戒心もあり、これに対応した当事者間の連絡や輸送・決済サービスも登場してきている。

### 悪戯入札への対応
過去に、ネットオークションで購入する意思がないにもかかわらず商品を落札し、それをだまし取る、あるいは入札後のキャンセル、さらには強引に価格を吊り上げたりする「悪戯入札」が問題となっており、商品を出品した業者や主催者、個人らに対する業務妨害行為で摘発される例もある。
過去の事例として、ある被害者がオークションに出品した80点以上の商品を次々と落札しては、その直後にそれをキャンセルし、多数の取引を妨害したことによる偽計業務妨害で入札者の逮捕に至ったケース、商品を購入する意思がないにもかかわらずオークションへ出品された商品を120回以上も落札し、落札代金を入金せずに業務妨害をしたケースも発生している。
また出品者が意図的に落札価格を吊り上げる目的で、出品者やその関係者が複数の名義（アカウント）を用いて入札を行う、吊り上げ入札（サクラ）のケースも多発している。
このため、本人確認認証をしていない利用者や、入札しても落札代金を意図的に支払わないといった悪質な落札者に対して、入札を禁止・規制する制度を取り入れているオークションサイトもある。

### その他
産業医認定に必要となる研修を受講済みであることを証明する「単位シール」が、オークションサイトに出品されていたことが2023年9月に明らかになった。日本医師会は「産業医制度の根幹を揺るがすものであり容認できない」とコメントしており、警視庁に相談することも検討している。

## 社会貢献とネットオークション
ネットオークションについてはとかく問題点が強調されがちであるが、良い面としてはチャリティーオークションなども開催され、著名人が自身の所有物を出品したり、貴重な物品が善意で寄贈される・関係者が寄付を募る代わりに学術上の命名権を商品として出展するという形で競売することにより社会貢献を行ったり、自然保護活動の資金が集められたりもしている。
この他には2004年度よりYahoo!と東京都が共同して都税の滞納者から差し押さえた自動車・宝飾品などの資産をYahoo!オークションにて競売を行ったり、コレクターの間でも貴重なコインと注目度の高い種類の物で、所有権が国にある貨幣を出展し、その収益を特別に歳入として扱うことで国庫を潤したりといった、社会貢献の場としても役立っている。
近年ではさらにこの方向性は進歩しており、都道府県や市町村などの地方公共団体が税金の滞納者から差し押さえた財産などを公売する際にネットオークションのシステムを利用してのサービスが展開されている。

## ペニーオークション
ペニーオークション（Bidding fee auction）とは入札に対して手数料が発生する（チップとして購入する場合もある）オークションである。基本的に開始額は低く、また1回の入札で吊り上げられる金額は少額で固定されており、多数の入札があっても落札金額そのものは安くなるが、落札するまでにかかった手数料などの金額を加味すると値引き率が大幅に下がり、商品を購入した場合よりも高くなる場合もある。落札できなかった場合でも手数料が一切返還されず、丸損となってしまう。日本では2012年12月には事実上落札できない仕組みで手数料をだまし取ったとして業者が摘発された事例もあった（ペニーオークション詐欺事件）。